# Výška
Výška är ett berg i Tjeckien.   Det ligger i regionen Mellersta Böhmen, i den centrala delen av landet, 22 km sydväst om huvudstaden Prag. Toppen på Výška är 424 meter över havet, eller 115 meter över den omgivande terrängen. Bredden vid basen är 4,7 km.
Terrängen runt Výška är kuperad åt sydväst, men åt nordost är den platt.Runt Výška är det ganska tätbefolkat, med 134 invånare per kvadratkilometer. Närmaste större samhälle är Modřany, 16,3 km öster om Výška. I omgivningarna runt Výška växer i huvudsak blandskog.